# Venezuela (departamento de 1820)

Departamento de Venezuela foi um dos três departamentos da Grã-Colômbia até 1824.
Na sua fronteira Oeste o Cundinamarca (departamento de 1820).
Em 1824 as subdivisões da Grã-Colômbia foram alteradas, e o território foi dividido em quatro departamentos:
- Apure (departamento):  2 províncias - Barinas (província) e Achaguas (província).
- Orinoco (departamento):  4 províncias - Cumaná (província), Barcelona (província), Guayana (província), Margarita (província).
- Venezuela (departamento):  2 províncias - Caracas (província), Carabobo (província).
- Zulia (departamento):  4 províncias - Maracaibo (província), Coro (província), Mérida (província), Trujillo (província).